# Альбойн
Альбо́йн, або Альбо́їн (лат. Alboinus; нім. Alboin, італ. Alboino; ? — 28 червня 572/573) — король лангобардів (565—572). Завойовник Італії, засновник Лангобардського королівства. Представник дому Гаузі, лангобардського роду готського походження. Син короля Алдуїна. Також — Аддоїн.

## Біографія

### Ранні війни
У ті часи лангобарди мали мирний договір з правителем гепідів Кунімундом, однак вступили в союз з аварами, які захопили землі гепідів. Кунімунд змусив своїх людей воювати з лангобардами, проголосивши, якщо вони переможуть цього ворога, то наступними переможеними будуть авари. Під керівництвом Албойна лангобарди перемогли й винищили гепідів. Альбойн убив Кунімунда й перетворив його череп у келих.
Новини про успіх Албойна швидко досягли Рима. Римляни звернулись за допомогою до лангобардів, прохаючи захистити їх від готів. Лангобарди були перевезені до Рима морем. Альбойн переміг короля готів Тотілу. Лангобарди повернулись додому з багатою здобиччю.

### Завоювання Італії

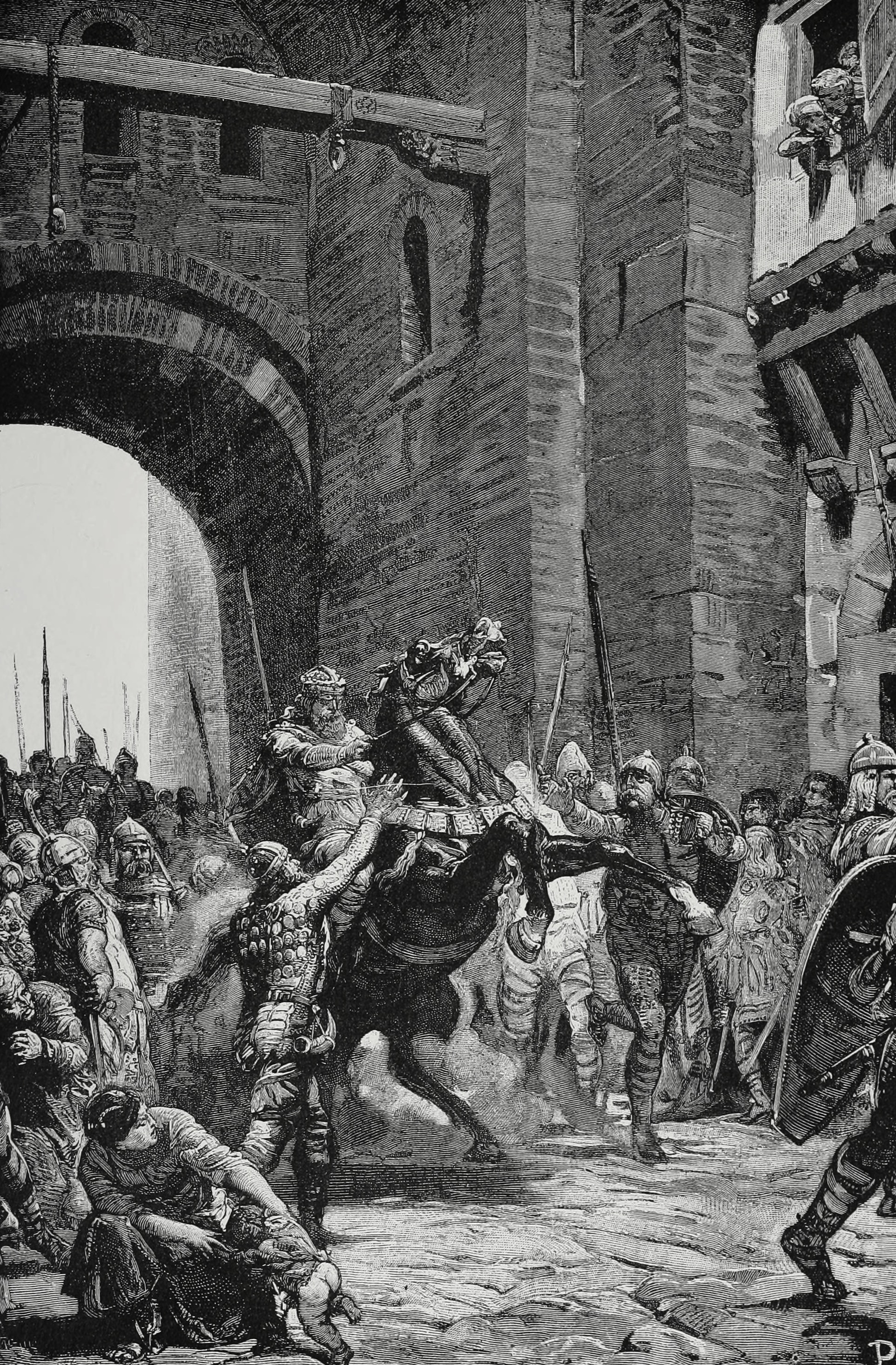
«В'їзд Альбойна до Павії», 1900,
Charles Francis Horne,
США.

Альбойн після своєї військової перемоги вирішив здобути для свого народу Італію. Сакси надали йому в допомогу 20000 воїнів. Він залишив Паннонію гуннам з умовою, що вони звільнять цю землю на першу вимогу лангобардів. Альбойн спочатку захопив Венецію і проголосив свого племінника Гізульфа герцогом.
Після цього Альбойн захопив міста Віченцу та Верону. Він захопив усі міста, крім Падуї, Монселічета Мантуї. Після цього повів війська до Лігурії та захопив усі міста, крім тих, які були розташовані на узбережжі моря. Найбільший опір війську лангобардів чинило місто Тіцініум (сучасна Павія), яке трималось три роки. Альбойн завоював Тоскану, йому не здались Рим, Равенна та інші укріплені міста. Якщо лангобарди зустрічали опір, їх помста була нечуваною для італійців. Тому, єпископи, які були керівниками тогочасних римських міст, або утікали з них, або намагались добитись від варварів поблажливого ставлення до населення.
Відважний опір Тіцініума викликав гнів Албойна, а тому він дав наказ убити всіх його мешканців, не зважаючи на вік і стать. Проте, коли його кінь у міських воротах несподівано упав і помер, Альбойн скасував свій наказ, що врятувало мешканців міста від кривавої різанини.

### Убивство

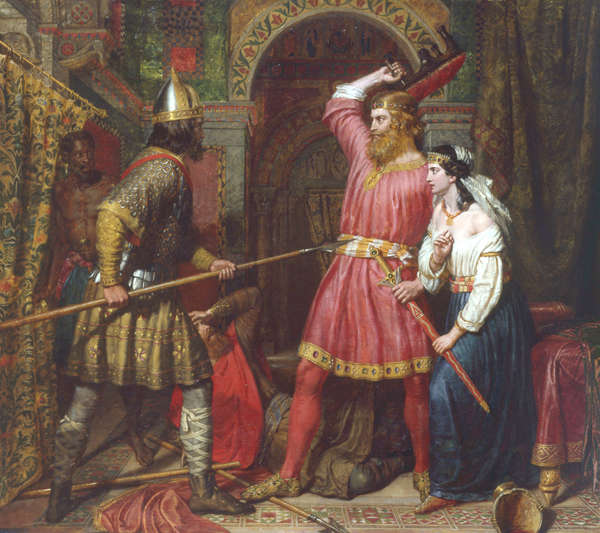
«Вбивство Альбойна», 1856,
Charles Landseer,
Лестерська галерея, Велика Британія
(полотно, олія).

572 року, відповідно до твору Павла Диякона Альбойн став жертвою помсти дружини Розамунди, дочки короля гепідів, з черепа якого він зробив келих, і змушував Розамунду пити з нього. Розамунда звернулась за допомогою до зброєносця короля і його молочного брата Гелмехіза, який рекомендував їй скористатись послугами Передео, який був дуже сильною людиною. Проте Передео відмовився від участі у злочині. Тоді, Розамунда за допомогою обману лягла у ліжко з Передео під виглядом його подружки-служниці. Після цього вона відкрилась Передео, і він був змушений погодитись на умови Розамунди.
Розамунда та Передео убили Албойна під час його післяобіднього сну у палаці у Вероні.

## В літературі та кіно
Персонажі Альбойн і Розамунда використані в творах італійської літератури та кіно:
- трагедія Вітторіо Алф'єрі "Rosmunda" (1783)
- комедія Сема Бенеллі "Rosmunda" (1911)
- фільм Карло Кампогальяні "Rosmunda e Alboino" (1961/1962),
 він же "Меч завойовника"[1]